# Secretaría Privada de la Presidencia de la República de Guatemala
La Secretaría Privada de la Presidencia de la República de Guatemala (SPP) es el órgano administrativo de apoyo al Presidente de la República en los asuntos que se sometan a su consideración, orientándolos conforme a su naturaleza hacia donde corresponda.
En la actualidad se encuentra vigente el Acuerdo Gubernativo 32-2024, Reglamento Orgánico de la Secretaría Privada de la Presidencia, donde en su artículo 4 establece que las autoridades de la Secretaría Privada de la Presidencia, son: a) Secretario Privado de la Presidencia; b) Subsecretario de Gestión Estratégica; c) Subsecretario de Diálogo Político y Gobernabilidad; d) Subsecretario de Análisis Político; y, e) Subsecretario Administrativo
Con ello, la Secretaría Privada de la Presidencia brinda apoyo estratégico a la gestión presidencial, asimismo articulador de acciones para el cumplimiento de las prioridades presidenciales y facilitador del diálogo con diversos sectores.

## Historia
La Asamblea Nacional Constituyente promulgó la Constitución Política de la República de Guatemala el 31 de mayo de 1985. En el Capítulo III Organismo Ejecutivo, Sección Tercera Ministros de Estado. Artículo 202 Secretarios de la Presidencia, refiere la facultad al Presidente de la República para tener los secretarios que sean necesarios.
Asimismo, menciona que el Secretario General y Secretario Privado deberán reunir los mismos requisitos que se exigen para ser ministro y gozarán de iguales prerrogativas e inmunidades.
A partir del 20 de diciembre de 1997 entra en vigencia el Decreto 114-97 del Congreso de la República “Ley del Organismo Ejecutivo” en la que se describe la estructura y funciones de la Organismo Ejecutivo y por ende de las Secretarías de la Presidencia como dependencias de apoyo a las funciones del Presidente de la República.
En la actualidad se encuentra vigente el Acuerdo Gubernativo 32-2024, Reglamento Orgánico de la Secretaría Privada de la Presidencia, donde en su artículo 4 establece que las autoridades de la Secretaría Privada de la Presidencia, son: a) Secretario Privado de la Presidencia; b) Subsecretario de Gestión Estratégica; c) Subsecretario de Diálogo Político y Gobernabilidad; d) Subsecretario de Análisis Político; y, e) Subsecretario Administrativo.
Con ello, la Secretaría Privada de la Presidencia brinda apoyo estratégico a la gestión presidencial, asimismo articulador de acciones para el cumplimiento de las prioridades presidenciales y facilitador del diálogo con diversos sectores.
Todo ello promueve y aporta a un gobierno transparente, eficiente, cercano y orientado a las necesidades y al bienestar de los guatemaltecos.

## Funciones
Es el órgano administrativo de apoyo al Presidente de la República, que tiene a su cargo, sin perjuicio de la competencia atribuida constitucional o legalmente a otros órganos públicos, las siguientes funciones específicas, relacionadas con el ejercicio de las funciones del Organismo Ejecutivo:
a) Atender los asuntos de carácter privado del Presidente de la República. 
b) Llevar el registro y control de las audiencias e invitaciones del Presidente de la República. 
c) Atender el despacho de asuntos que se dirijan al Presidente de la República. 
d) Apoyar la gestión o trámite de los asuntos que se sometan a su consideración, orientándolos conforme a su naturaleza hacia los distintos despachos ministeriales, o en su caso, a las dependencias del Estado a que corresponden estos asuntos. 
e) Brindar atención a los planteamientos que se le presentan en forma individual. 
f) Atender los asuntos y relaciones políticas que le encomiende el Presidente de la República. Para ejercer el cargo de Secretario Privado de la Presidencia se requieren los mismos requisitos que se exigen para ser Ministro y gozará de iguales prerrogativas e inmunidades

### Secretario Privado de la Presidencia
El (la) Secretario(a) Privado(a) de la Presidencia, es el(la)  titular de la Secretaría Privada de la Presidencia y ocupa el mayor grado jerárquico dentro de su estructura organizativa, quien es responsable de cumplir con los objetivos y administración de recursos asignados a la misma, Además de las funciones establecidas en el artículo 2 del citado Reglamento, al Secretario Privado de la Presidencia le corresponde:
- Dirigir y representar a la Secretaría Privada de la Presidencia en su actuación administrativa;
- Hacer que se cumplan las disposiciones emanadas del Presidente de la República, en el ámbito de su competencia;
- Proporcionar al Presidente de la República los servicios de secretaría y apoyo administrativo que le sean requeridos;
- Nombrar y remover al personal de la Secretaría Privada de la Presidencia;
- Suscribir contratos administrativos que estén dentro de la competencia de la Secretaría Privada de la Presidencia, de acuerdo con las leyes y reglamentos que para el efecto sean aplicables;
- Emitir las disposiciones administrativas que correspondan en los asuntos de su competencia;
- Delegar en los Subsecretarios, atribuciones y funciones específicas de acuerdo a las necesidades del servicio; y,
- Otras atribuciones inherentes a su cargo y dentro de los límites de su competencia.

### Subsecretario Administrativo
El(La) Subsecretario(a) Administrativo(a) de la Secretaría Privada de la Presidencia, es responsable de la coordinación de la administración general de la institución, será nombrado(a) y removido(a) por el presidente de la República, a quien le corresponde de conformidad con el artículo 6 del Acuerdo Gubernativo 108-2015 "Reglamento Orgánico Interno de la Secretaría Privada de la Presidencia", las siguientes funciones:
a) Coordinar la dirección de las actividades administrativas de la Secretarla Privada de la Presidencia;
b) Supervisar las acciones de planificación, ejecución y del control presupuestario;
c) Velar y supervisar porque que el patrimonio de la Secretarla Privada de la Presidencia se utilice exclusivamente en las actividades que le son propias;
d) Diligenciar las actividades administrativas que se requieran para el funcionamiento efectivo de la Secretarla Privada de la Presidencia;
e) Definir y establecer las labores de planificación administrativa de la Secretaria Privada de la Presidencia;
f)  Sustituir al Secretario Privado de la Presidencia, en caso de ausencia temporal de éste;
g) Representar a la Secretaria Privada de la Presidencia en actos protocolarios cuando se requiera, a solicitud del Secretario Privado de la Presidencia;
h) Proponer al Secretario Privado de la Presidencia la integración de los equipos de trabajo técnicos y profesionales, para el cumplimiento de las funciones designadas; e,
i) Otras atribuciones inherentes a su cargo y asignadas por el Secretario Privado de la Presidencia.

### Subsecretario de Análisis Políticos
Funciones:
a) Promover e investigar factores políticos de interés nacional e internacional, a solicitud del Presidente de la República;
b) Coordinar el análisis e informar sobre los desafíos politices vinculados a la gobernabilidad;
c) Gestionar el análisis y evaluaciones de la situación político identificando tendencias, riesgos y oportunidades, elaborando escenarios prospectivos que ayuden a preparar estrategias para diversas contingencias que se susciten;
d) Monitorear eventos políticos, con la finalidad de mantener información actualizada que permita el impulso de un sistema de alerta y respuesta temprana;
e) Proponer al Secretario Privado de la Presidencia, la integración de los equipos de trabajo técnicos y profesionales, para el cumplimiento de las funciones designadas; y,
f) Otras atribuciones inherentes a su cargo y asignadas por el Secretario Privado de la Presidencia.

### Subsecretario de Diálogo Político Y Gobernabilidad
Funciones:
a) Desarrollar y dar seguimiento al diálogo político generado por la Secretaría Privada de la Presidencia, a requerimiento del Presidente de la República, como aspecto esencial de la gobernabilidad democrática ante los diferentes sectores civiles y sociales de la población;
b) Desarrollar estrategias y planes para el acercamiento político social, económico y cultural en apoyo a Ja Secretaria Privada de la Presidencia;
c) Realizar análisis de escenarios y actores institucionales aplicando metodologías y técnicas prospectivas y de riesgos con el objetiv0 de identificar respuestas efectivas para solucionar la conflictividad que pueda incidir en la gobernabilidad;
d) Velar por la eficiencia y eficacia de la gestión pública en función de la resolución de conflictos y la promoción del diálogo político;
e) Representar a la Secretarla Privada de la Presidencia en actos protocolarios cuando se requiera, a solicitud del Secretario Privado de la Presidencia;
f)  Proponer al Secretario Privado de la Presidencia. la integración de los equipos de trabajo técnicos y profesionales, para el cumpli1nieoto de las -funciones designadas; y,
g) Otras atribuciones inherentes a su cargo y asignadas por el Secretario Privado de la Presidencia.

### Subsecretario de Gestión Estratégica
Funciones:
a) Atender los asuntos y relaciones políticas delegadas por el Secretario Privado de la Presidencia;
b) Apoyar en la definición, monitoreo y evaluación de las metas presidenciales dentro del ámbito de competencia de la Secretaria Privada de la Presidencia;
c) Asesorar en los temas, conflictos o proyectos en materia política, que le fueren encomendados a la Secretaría Privada de la Presidencia por el presidente de la República;
d) Sustituir al Secretario Privado de la Presidencia, en ausencia temporal de éste y del Subsecretario Administrativo de la Secretarla Privada de In Presidencia;
e) Representar a la Secretaría Privada de la Presidencia en actos protocolarios cuando se requiera, a solicitud del Secretario Privado de la Presidencia;
f) Proponer al Secretario Privado de la Presidencia, loa integración de los equipos de trabajo técnicos y profesionales, para el cumplimiento de las funciones designadas; y,
g) Otras atribuciones inherentes n su cargo y asignadas por el Secretario Privado de la Presidencia.